# Wypadek kolejowy w Lac-Mégantic
Wypadek kolejowy w Lac-Mégantic – wypadek kolejowy, do którego doszło 6 lipca 2013 roku w kanadyjskiej miejscowości Lac-Mégantic.
Przyczyną wypadku było wykolejenie się pociągu towarowego należącego do firmy Montreal, Maine & Atlantic Railway (MM&A), który składał się z 5 spalinowozów i 72 wagonów typu DOT-111A. Zdarzenie było największym wypadkiem kolejowym w Kanadzie od 1864 roku i największym wypadkiem kolejowym od 1989 roku w Ameryce Północnej. W wyniku eksplozji wagonów-cystern z ropą naftową, a następnie wywołanego nimi pożaru w centrum miasta Lac-Mégantic zginęło 47 osób.
Po wypadku w Lac-Mégantic amerykańska firma transportowa MM&A zgłosiła wniosek o upadłość.

## Przebieg zdarzenia
Pozostawiony w nocy z 5 na 6 lipca 2013 roku przez załogę na stacji w Nantes pociąg towarowy stoczył się samoczynnie po torach do Lac-Mégantic, gdzie uległ wykolejeniu. Na skutek wypadku doszło do wybuchu BLEVE. Wywołany nim pożar rozprzestrzenił się na zabudowania położone wzdłuż linii kolejowej. Spłonęło około 30 obiektów, m.in. domy mieszkalne, kilka punktów usługowych i budynków użyteczności publicznej.